# Tunnel de Winterberg
Le tunnel de Winterberg (ou tunnel de Craonne,) est un tunnel situé sous le plateau de Californie  à Craonne dans l'Aisne, qui fut le lieu d'une tragédie durant la Première Guerre mondiale. Lors d'un bombardement, 250 soldats allemands, furent  ensevelis sans avoir pu être secourus,,.

## Histoire
Le tunnel de Winterberg, long de près de 300 mètres, est situé à Craonne, commune sur le Chemin des Dames. Lors de la bataille du Chemin des Dames, déclenchée en avril 1917, il sert à alimenter la première ligne de front allemand en hommes, armes et munitions. Le 4 mai 1917, vers midi, un obus français détruit l'entrée du tunnel. Quelque 250 soldats allemands, sont enfermés à plus de 20 mètres sous terre. La plupart se suicident ou y meurent de soif ou par asphyxie. Seuls trois hommes, sont sauvés une semaine plus tard,,.

## Découverte
Ce tunnel fut redécouvert en janvier 2020 par une famille d'historiens amateurs,. Alain Malinowski, maire d'Orainville, travailla 14 ans dans les archives pour retrouver l'entrée tandis que son fils Pierre Malinowski organisa l'opération de nuit pour l'ouvrir à la pelleteuse sans autorisations,,.
En raison de l'état de conservation des vestiges retrouvés dans le tunnel, ce site a été qualifié de « Pompéi de la Grande Guerre » par le découvreur,,,[non neutre].

## Avenir du site
Le découvreur a alerté les autorités concernées[Lesquelles ?] sur la base d'une carte datée de 1917 indiquant la localisation précise du tunnel. Depuis cette première excavation illicite, d'autres tentatives de fouilles illégales ont été remarquées,.
Les gouvernements français et allemands ont entamé des pourparlers pour l'organisation de fouilles archéologiques et dans le but de rendre à chacun des soldats tombés une sépulture digne. Une campagne d'évaluation conduite par le Volksbund Deutsche Kriegsgräberfürsorge (VDK) a été réalisée du 27 au 30 avril 2021,,,.
Après une première tentative de recherche infructueuse, une nouvelle campagne est lancée conjointement entre les autorités françaises et le VDK pour localiser le tunnel avec des moyens techniques importants. Cette recherche officielle est particulièrement motivée par l'intérêt des familles allemandes, faisant suite au retentissement de la découverte du site par les découvreurs amateurs du site en 2020[pas clair]. Le préfet a indiqué que ce site serait transformé en site mémoriel.
La seconde tentative pour retrouver le site a enfin découvert le tunnel le mardi 3 mai 2022 indique la préfecture de l'Aisne. Cela a permis de faire deux forages pour y insérer une caméra mais les conditions à l'intérieur (poussières en suspension) sont trop mauvaises pour pouvoir obtenir des images précises. Après remise en état du site, l'équipe est repartie. Les autorités francaises et allemandes doivent se réunir pour définir la suite des actions du projet.
Le Service pour l’entretien des sépultures militaires allemandes (Sesma) indique qu'en raison du coût important de l'excavation pour la récupération des corps des soldats dans un environnement nécessitant des travaux lourds mais également des précautions dues à la présence de munitions, le site va être transformé avec l'accord des autorités françaises, en nécropole militaire. Un monument devrait être inauguré au printemps 2025.